# Пластырь
Пла́стырь (от лат. emplastrum) — лекарственная форма в виде пластичной массы, обладающая способностью размягчаться при температуре тела и прилипать к коже, или в виде той же массы на плоском носителе, предназначенная для наружного применения.
Пластыри оказывают действие на кожу, подкожные ткани и в ряде случаев общее воздействие на организм. Пластыри могут быть в виде пластичной массы на подложке и без неё или на липкой ленте прокладки с лекарственными веществами. В состав пластырной массы в зависимости от назначения пластыря могут входить разрешённые к медицинскому применению натуральный или синтетический каучуки, их смеси, а также другие полимеры, жироподобные вещества, природные масла, наполнители, антиоксиданты и лекарственные вещества.
Пластырная масса по внешнему виду представляет собой однородную смесь, плотную при комнатной температуре и размягчающуюся, липкую при температуре тела. Пластыри должны легко сниматься с кожи вместе с клеящим веществом.
Пластыри выпускаются в упаковке, предохраняющей их от внешних воздействий и обеспечивающей стабильность в течение установленного срока годности. Хранят их в сухом, защищённом от света месте, если в аннотации не указано иное.
Наиболее распространённые примеры пластырей с лекарственными формами: пластырь для борьбы с курением (никотиновый пластырь), греющий (перцовый) пластырь, противомозольный пластырь.

## Лейкопластырь
Пластырь без лекарственных веществ в виде липкой ленты называется лейкопластырь. Лейкопластыри применяются для фиксации повязок, для защиты небольших ран, когда наложение полноценной повязки нецелесообразно, фиксации различных трубок, проводов, катетеров. Лейкопластырь закрывает и защищает рану от попадания грязи, бактерий, не допускает повторного механического повреждения, стягивает края ран, что делает процесс заживления более быстрым и безболезненным. Некоторые разновидности пластыря имеют антисептические свойства.
Бактерицидный лейкопластырь состоит из отрезка основы (пластиковая плёнка, нетканный материал, ткань) покрытой с одной стороны клеем, в центр которой приклеена подушечка из впитывающего материала: подушечка может быть пропитана антисептическим веществом. Бывает пластырь-спрей.
Для нужд фиксации выпускаются лейкопластыри в виде клейкой ленты в рулоне.
Наиболее распространённые расцветки лейкопластырей — белого и телесного (с разными оттенками в зависимости от региона) цветов, а для детей бывают и цветные; бывают прозрачные.
Некоторые люди имеют аллергию на латекс, который входит в состав некоторых клеевых композиций лейкопластырей.
- Никотиновый пластырь
- Контрацептивный пластырь
- Края раны стянутые лейкопластырем
- Бактерицидный лейкопластырь определённого размера. В упаковке и тыльная сторона
- Рабочая сторона бактерицидного лейкопластыря, закрытая защитной плёнкой
- Поверхностная ссадина ладони, которая была закрыта бактерицидным лейкопластырем

## Перцовый пластырь
Перцовый пластырь применяют, как обезболивающее, анальгезирующее и местнораздражающее средство при ревматических и мускульных болях, миалгии, артрите, радикулите, невралгии. Как отвлекающее средство при катаре дыхательных путей и простудных заболеваниях.

## История
Вот, Я приложу ему пластырь и целебные средства, и уврачую их, и открою им обилие мира и истины
— Иер. 33:6